# Geertje Smet
Geertje Smet (Sint-Niklaas, 13 mei, 1961 - Lokeren, 23 december 2009) was een Belgisch ambtenaar. Ze was inspecteur-generaal van financiën bij het interfederaal korps van de inspectie van financiën, en heeft zowel op federaal als Vlaams niveau gewerkt als inspecteur van financiën.
Als inspecteur van financiën heeft ze onder meer het toenmalig ministerie van Verkeer en Infrastructuur en Binnenlandse Zaken opgevolgd en is ze een van de vereffenaars van de Regie voor Maritiem Transport geweest.
In 1999 werd ze adjunct-kabinetschef van Rik Daems, vervolgens werd ze diens kabinetschef en in 2003 werd ze kabinetschef van minister Dewael. Aan het einde van het begrotingsoverleg van oktober 2003 uitte ze heel duidelijk haar ongenoegen over de federale begroting 2004, wat uiteindelijk leidde tot haar ontslag als kabinetschef en haar terugkeer naar de Inspectie van Financiën.
Voor deontologische redenen werd ze geaccrediteerd bij de Vlaamse Regering waar ze onder meer de wegen opvolgde.
Daarnaast was ze onder meer lid van de raad van bestuur van de Vlaamse Vervoersmaatschappij De Lijn, de NMBS-holding en de NMBS. Bij de NMBS-holding was ze ook voorzitster van het auditcomité.
In 2007 werd ze benoemd tot kabinetschef van Annemie Turtelboom toen deze minister van Migratie was in de regering-Van Rompuy. Nadien nam ze deze functie ook waar nadat Turtelboom de bevoegdheid Binnenlandse Zaken kreeg in de regering-Leterme II.
Op 23 december 2009 overleed ze in familiale kring na een korte ziekte. Smet werd 48 jaar oud en was moeder van drie kinderen. Ze werd op 30 december 2009 begraven in het crematorium Heimolen te Sint-Niklaas.